# Eosinophile Gesichtsfurunkulose
Die Eosinophile Gesichtsfurunkulose (Syn. Eosinophile Gesichtsfollikulitis) ist eine akut auftretende Hauterkrankung beim Haushund. Sie tritt vor allem bei Junghunden langnasiger Hunderassen auf. Meist ist nur der Nasenrücken, manchmal sind auch andere Kopfbereiche oder selten auch die Gliedmaßen betroffen. Hier treten mit starkem Juckreiz verbundene Pusteln oder Papeln auf. Die Ursache ist unbekannt, vermutet wird, dass Insektenstiche oder Spinnenbisse zu einer Überempfindlichkeitsreaktion führen.
Differentialdiagnostisch sind vor allem Pyodermie und Dermatophytose auszuschließen. In einer Zelluntersuchung von Schabe- oder Abklatschpräparaten zeigen sich zahlreiche eosinophile Granulozyten. Wenn die Bereiche bereits selbst traumatisiert sind, können auch neutrophile Granulozyten und Makrophagen sowie Kokken und Stäbchen auftreten. In Feinnadelbioptaten zeigt sich eine pyogranulomatöse Entzündung mit zahlreichen Fibroblasten, die infolge der Reparaturvorgänge auftreten.
Zur Behandlung werden Glucocorticoide eingesetzt, eventuell in Kombination mit einem Antihistaminikum. Meist ist eine Behandlung über mehrere Tage ausreichend, in seltenen Fällen muss der Wirkstoff über Wochen verabreicht werden. Bei Sekundärinfektionen kann ein Antibiotikum indiziert sein.